# Lindevouwmot
De lindevouwmot (Phyllonorycter issikii) is een vlinder uit de familie mineermotten (Gracillariidae). De wetenschappelijke naam is voor het eerst geldig gepubliceerd in 1963 door Tosio Kumata.
De lindevouwmot gebruikt diverse soorten Linde (Tilia) als waardplant.
De soort is in 1963 beschreven als afkomstig uit Japan, maar werd in 1977 ook in de kraj Primorje (Rusland) en China aangetroffen. De soort werd later ook aangetroffen in de omgeving van Kiev en Moskou en heeft zich inmiddels verder verspreid in Europa, waaronder sinds 2009 in Nederland. Waarschijnlijk is de soort door transport door mensen van lindebomen in Europa terechtgekomen.